# 태국의 교통표지

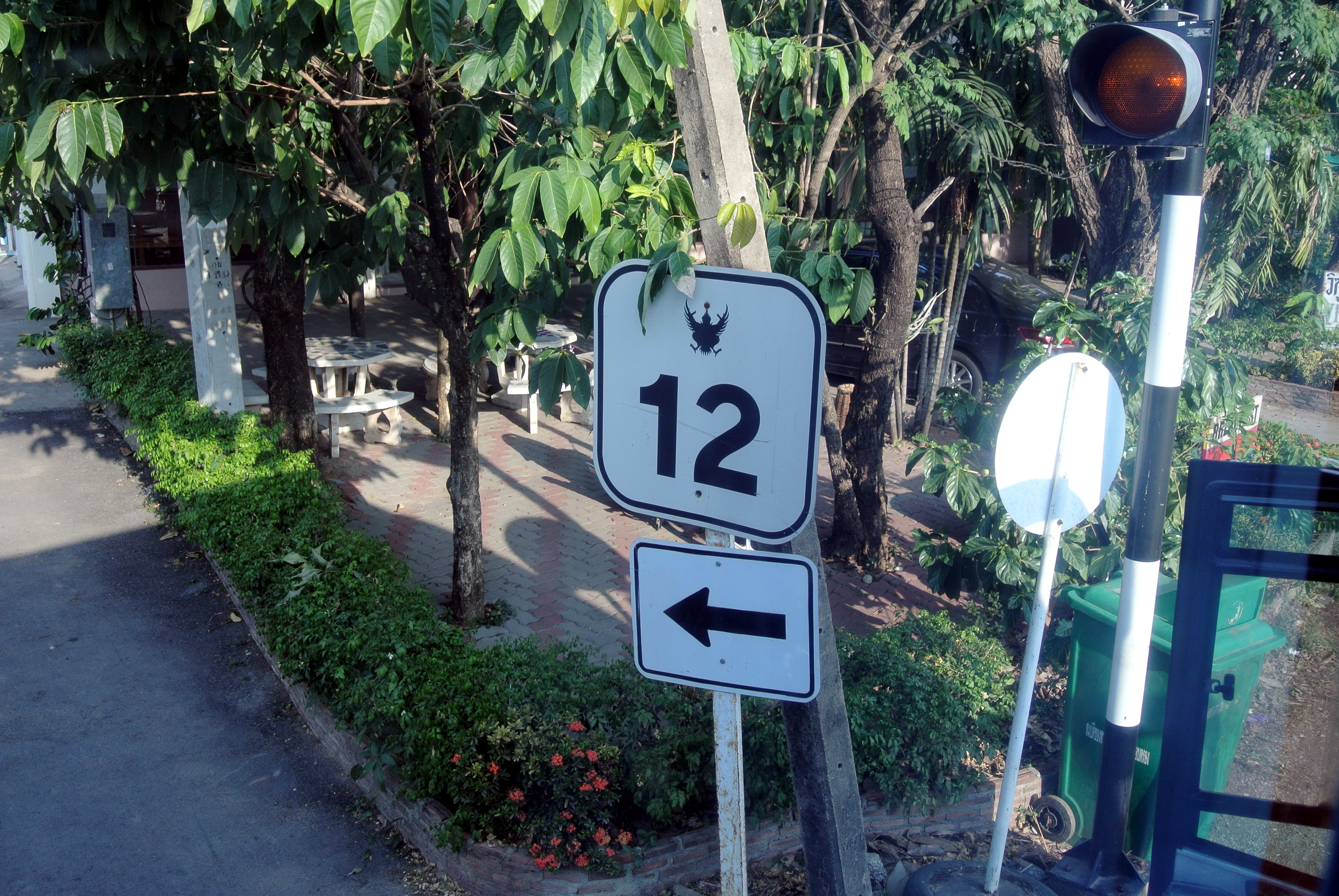
태국 북부 12번 국도 표지판

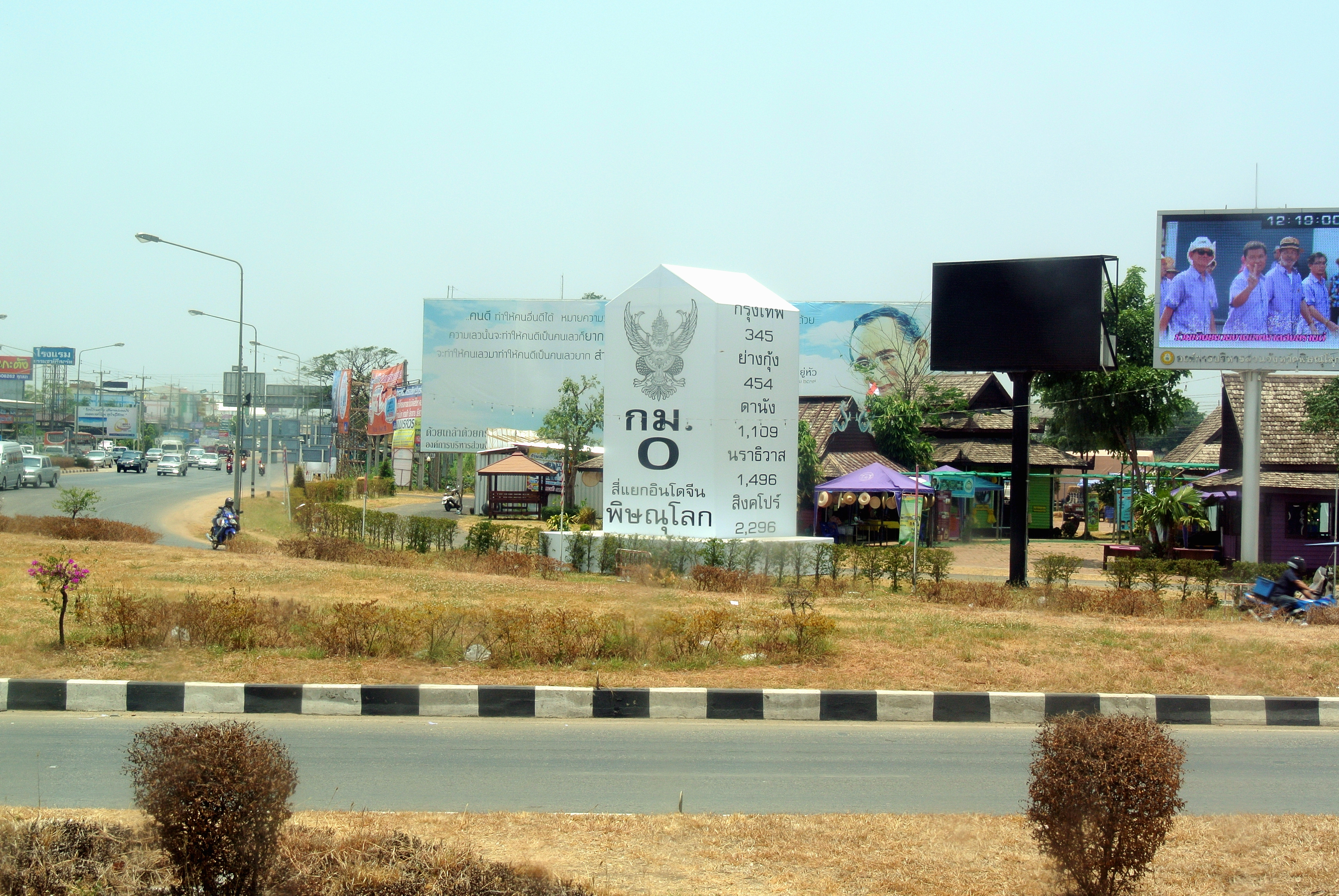
태국 북부 도로원표

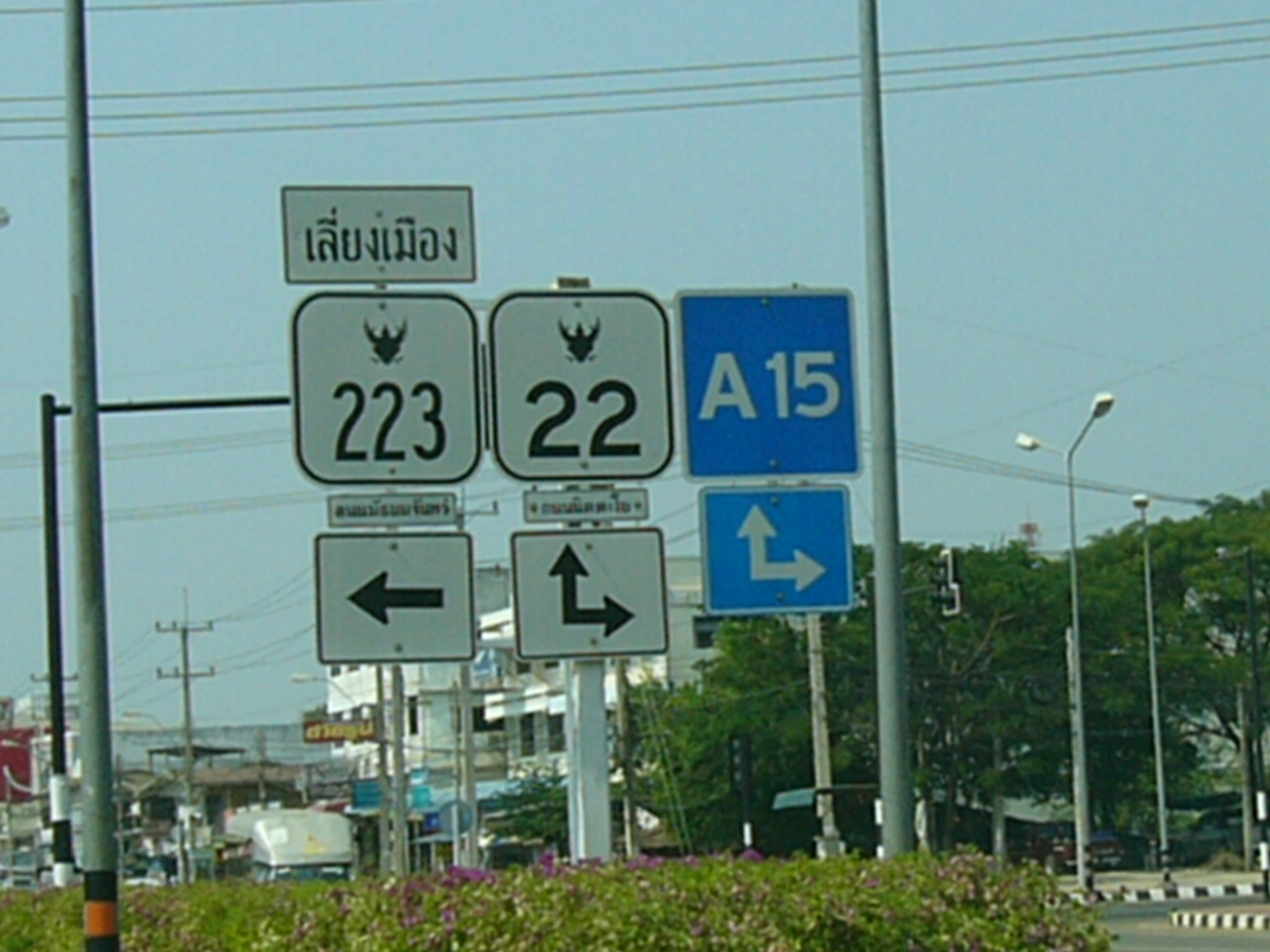
태국 북동부 고속도로 표지판

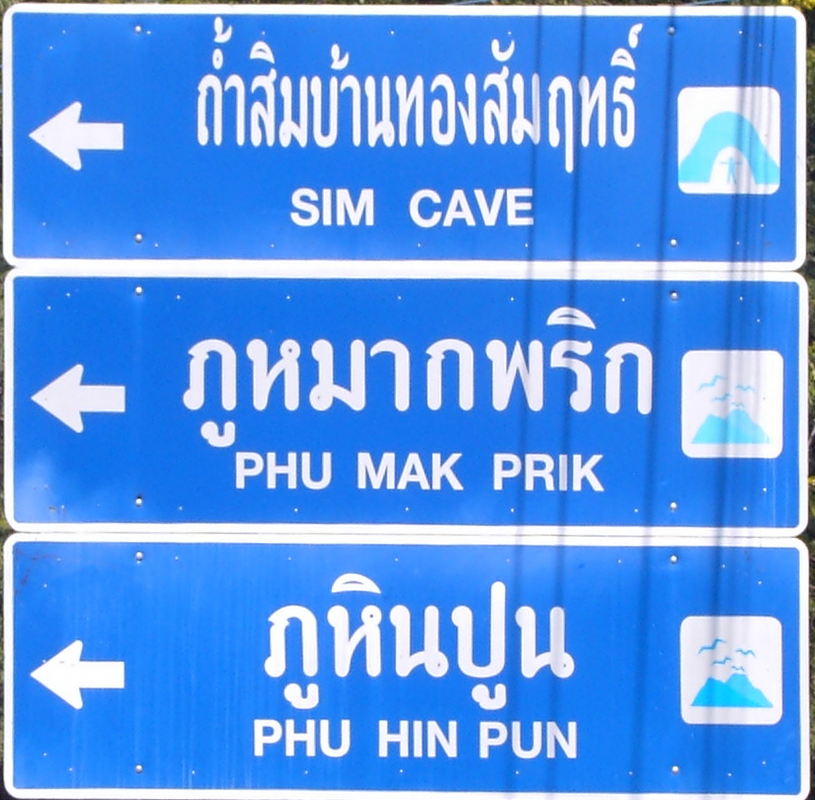
방향판

태국의 교통표지(태국어: ป้ายจราจร)는 다른 국가에서 사용하는 것과 유사한 표준화된 교통표지이지만, 의무표지로 빨간색 테두리의 흰색 원 대신 파란색 원을 사용하는 등 몇 가지 차이점을 제외하면 남미 국가에서 사용하는 교통표지 시스템과 많은 부분이 유사하다. 1980년대 초까지 태국은 교통표지 디자인에서 미국, 유럽, 호주, 일본의 관행을 면밀히 따랐다. 마름모꼴 주의표지와 교통규제를 위한 원형 제한표지가 사용되었다. 철도부는 표지판에 사용되는 서체에 대한 표준을 유지하고 있으며, 태국어 문자에는 비공식적으로 "Thang Luang" (อักษรทางหลวง)이라는 맞춤형 서체가 사용되었고, 로마자 문자에는 미국의 교통표지에서 사용된 FHWA 시리즈 글꼴("Highway Gothic")에서 파생된 작은 서체("Highway Gothic")가 사용되었다. 방콕 수도권 노선의 대부분에서는 TS Lopburi(롭부리)가 여전히 운행되고 있다.
태국 교통표지는 태국의 국어인 태국어를 사용하며, 거리 및 기타 측정 단위는 국제 단위계에 따라 표시된다. 그러나 관광 명소, 공항, 철도역, 출입국 검문소와 같은 주요 공공장소에서는 영어도 사용된다. 방향 표지에는 태국어와 로마자 표기가 모두 사용된다.
태국은 1968년 도로표지 및 신호에 관한 빈 협약의 서명국이지만 아직 협약을 완전히 비준하지 않았다.

## 역사
태국에서 교통표지가 처음 사용된 해는 거의 알려지지 않았지만, 1920년대 초로 거슬러 올라갈 수 있다.
태국은 1940년에 MUTCD 표준 노란색 마름모꼴 주의표지를 채택한 아시아 최초의 국가이다. 규제표지의 경우 처음에는 직사각형 표지가 사용되었으며 북미와 디자인이 비슷했지만, 1950년대 중반에 빨간색 테두리와 흰색 원형이 있는 유럽 스타일의 표지판으로 대체되었다.
2004년에 의무 표지가 남미식 디자인에서 유럽식 디자인으로 바뀌었다.

## 규제표지
정지, 양보, 진입금지 표지에 사용되는 특수 디자인을 제외하고, 의무 표지(예: 좌회전 필수)은 파란색 배경, 흰색 테두리, 흰색 그림 문자가 있는 원형이다. 금지 사항을 나타내는 표지판(예: 좌회전 금지)은 그림 문자에 빨간색 대각선 줄이 그어져 있다. 이는 교통표지 및 신호에 관한 빈 협약(A형 변형)을 준수한다.

### 우선규제표지

정지 (태국어)
정지 (태국어·영어)
양보 (태국어)
양보 (태국어·영어)
대향 차량에 양보(교통체증 지점에서 사용)

### 금지 또는 제한표지

추월 금지
진입 금지
우로 유턴 금지
좌로 유턴 금지, 미사용
좌회전 금지
우회전 금지
좌측 차선 변경 금지
우측 차선 변경 금지
우회전 및 우로 유턴 금지
좌회전 및 좌로 유턴 금지, 미사용
승용차 통행금지
트럭 통행금지
이륜차 통행금지
트레일러 통행금지
툭툭(tuk-tuk) 통행금지
삼륜차 통행금지
자전거 통행금지
손수레 통행금지
트랙터 통행금지
동물이 끄는 수레 통행금지
자동차 통행금지
삼륜차, 자전거, 이륜차 통행금지
이륜차 또는 모터릭샤(moto-rickshaw) 통행금지
경적 금지
보행자 통행금지
주차 금지
정차 금지
검문소(예: 세관, 경찰)에서 정차
검문소(예: 세관, 경찰)에서 정차(태국어 및 영어)
속도제한 (10 km/h)
속도제한 (20 km/h)
속도제한 (30 km/h)
속도제한 (40 km/h)
속도제한 (50 km/h)
속도제한 (60 km/h)
속도제한 (70 km/h)
속도제한 (80 km/h)
속도제한 (90 km/h)
속도제한 (100 km/h)
속도제한 (110 km/h)
속도제한 (120 km/h)
중량 제한
중량 제한(태국어 및 영어)
차폭 제한
차폭 제한(태국어 및 영어)
차높이 제한
차높이 제한(태국어 및 영어)
차길이 제한(태국어)
차길이 제한(태국어 및 영어)

### 의무표지

직진
좌회전
우회전
좌회전 유지
우회전
양쪽 모두 추월
좌회전
우회전
좌회전 또는 우회전
직진 또는 좌회전
직진 또는 우회전
회전교차로
버스 전용
다인승 차량 전용
이륜차 전용
자전거 전용
보행자 전용
최저속도제한(30km/h)
최저속도제한(40km/h)
최저속도제한(50km/h)
최저속도제한(60km/h)
최저속도제한(70km/h)
최저속도제한(80km/h)
최저속도제한(90km/h)

### 기타 규제표지

제한 속도 구역 종료
속도 서행

### 일반 규제표지

속도제한 표지판(방콕 지역)
속도제한(도심 - 방콕, 파타야 및 도시 진입)
속도제한(시외 - 방콕, 파타야 및 도시 진입)
차량 속도 등급
차량 속도 등급 - 2021년부터 지정된 국도 또는 지방도로의 차량 속도가 지정
속도제한 구역 - 2021년부터 지정된 국도 또는 지방도로의 차량 속도가 지정
차량은 고속도로를 이용할 수 없음
고속도로 통행 금지
고속도로 통행 금지
임시 개방된 특별 고속도로(Motorway 6에 설치된 4륜 차량만 해당)의 차량 통행 금지
서행 차량은 좌측 통행
우측 차선 추월만 가능
모든 차량은 저속 기어 사용
시야 제한, 추월 금지
역주행
유턴은 우측 차선만 가능
좌측 차선, 좌회전
여기서 정차 후 신호 대기
시외 도로 화물차 중량
지방 고속도로 화물차 중량
고속도로 화물차 중량 측정
고속도로에서 쓰레기 및 기타 물질 소각 금지
도로 갓길에 주차 및 주행금지 (고속도로에 설치됨)

### 자전거 도로의 의무표지

자전거 도로에서 차량 정지
자전거 도로 시작 지점
자전거 도로 끝
자전거 좌회전

### 선택적 표지

오른쪽 차량이 먼저 통행하도록 함
로터리 내 차량이 먼저 통행하도록 함
6륜 이상 화물차만 통행 가능
버스 전용 차로 추가 의무 시간 표지판
추가 시간 및 필요한 방향 표지판
버스 제외
공공 버스 전용 차로 시작 지점
대중교통 전용 차로 끝 지점
이륜차 전용 차로 시작 지점
이륜차 전용 차로 끝 지점

### 대체된 규제표지
이 표지판은 대체되었지만 여전히 사용되고 있다.

정지
진입 금지
트랙터 진입 금지
검문소(예: 세관, 경찰) 정차
속도제한(50km/h)
직진
좌회전
우회전
좌회전 유지
우회전
양쪽 모두 추월
좌회전
우회전
좌회전 또는 우회전
회전교차로
속도제한 종료
추월 금지 종료

## 주의표지

### 굽은도로 및 회전

좌로 굽은 도로
우로 굽은 도로
좌로 매우 굽은 도로
우로 매우 굽은 도로
이중 굽은 도로, 첫 번째 굽은 길 좌측부터
이중 굽은 도로, 첫 번째 굽은 길 우측부터
이중 매우 굽은 도로, 첫 번째 굽은 길 좌측부터
이중 매우 굽은 도로, 첫 번째 굽은 길 우측부터
구불구불한 도로, 첫 번째 굽은 길 좌측부터
구불구불한 도로, 첫 번째 굽은 길 우측부터

### 교차로

교차로
Y자형 교차로
왼쪽 측면 교차로
오른쪽 측면 교차로
좌우 엇갈림 교차로
좌우 엇갈림 교차로
왼쪽 비스듬한 측면 교차로
오른쪽 비스듬한 측면 교차로
왼쪽 비스듬한 측면 교차로
오른쪽 비스듬한 측면 교차로
T자형 교차로

### 회전교차로

회전교차로

### 도로가 좁아짐

양쪽 도로가 좁아짐
왼쪽 도로가 좁아짐
오른쪽 도로가 좁아짐

### 좁은 교량

좁은 교량

### 차선 전환

왼쪽 차선 끝
오른쪽 차선 끝

### 철도 건널목

전방 차단기로 보호되지 않는 철도 건널목
전방 차단기로 보호되는 철도 건널목
전방 옆 도로에 있는 철도 건널목
철도 건널목(크로스벅)

### 차폭제한

전방 차폭제한(태국어)
전방 차폭제한(태국어 및 영어)

### 차높이제한

전방 차높이제한(태국어)
전방 차높이제한(태국어 및 영어)

### 가파른 길

가파른 오르막길
가파른 내리막길

### 차선 상태

과속방지턱
구불구불한 길
움푹 파인 길
미끄러운 길
노면이 울퉁불퉁함
낙석
젖었을 때 미끄러운 길

### 가동교

가동교

### 차선 변경

좌측 차선으로 변경
우측 차선으로 변경
전방 추가 차선
전방 추가 차선

### 노선 합류

좌측 합류 차량
우측 합류 차량

### 분리대 도로

분리대 시작
분리대 끝

### 유턴

전방 우로 유턴
전방 좌로 유턴

### 양방향 통행

양방향 통행

### 사전 교통통제

전방 교통신호
전방 정지 (태국어)
전방 정지 (태국어 및 영어)
전방 양보 (태국어)
전방 양보 (태국어 및 영어)
교차로-1
교차로 전방 교통 신호-2
교차로 전방 교통 신호-3
전방철도-1
전방철도-2
횡단보도
어린이
소 횡단
저공 비행 항공기
기타 위험 (태국어)
기타 위험 (태국어 및 영어)

### 앞지르기 금지 구역

앞지르기 금지 구역
앞지르기 금지 구역 (태국어 및 영어)

### 도로분기·갈매기표·위험 표시기

도로분기
도로분기

갈매기표
좌측 단일 갈매기표
우측 단일 갈매기표
우측 곡선 표시기
좌측 곡선 표시기
양측 곡선 표시기
우측 다중 갈매기표
좌측 다중 갈매기표
양측 다중 갈매기표

위험 표시기
위험 표시기 또는 양쪽 추월
위험 표시기 또는 좌측 통행
위험 표시기 또는 우측 통행

### 차선 통합

차선 통합(태국어)
차선 통합(태국어 및 영어)

### 보충 표지

시 경계선 감속 (태국어)
시 경계선 감속 (태국어·영어)
다음 --- km 동안 구불구불한 도로
다음 --- km 동안 가파른 오르막길
다음 --- km 동안 가파른 내리막길
저단 기어 사용 (태국어)
저단 기어 사용 (태국어·영어)
과속방지턱
다음 --- km 동안 험로
미끄럼 도로
빗길 미끄럼 도로
좌측에서 오는 차량 주의
우측에서 오는 차량 주의
--- m.
양방향 통행
전조등
신호등 --- m.
학교
학교 --- m.
어린이 보호
급커브
권고 속도(태국어) (60km/h)
권고 속도(태국어·영어) (60km/h)
권고 속도(태국어) (60km/h)
권고 속도(태국어·영어) (60km/h)
졸음 운전으로 잠시 멈춤.

### 대체된 경고 표지판
이 표지판들은 대체되었지만 여전히 사용되고 있다.

도로 양쪽이 좁아짐
전방 유턴
전방 유턴
전방 정지 (1997년부터 적용)
어린이 보호
앞지르기 금지 구역
권고 속도
권고 속도
사거리 교차로-1
전방 신호 교차로-2

### 과속 카메라 구역 경고 표지판

과속 카메라 구역 (60km/h)
과속 카메라 구역 (80km/h)
과속 카메라 구역 (90km/h)
과속 카메라 구역 (100km/h)
과속 카메라 구역 (110km/h)
과속 카메라 구역 (120km/h)

### 비상 정지 경고 표지판(도로국 표준 양식)

2km 전방에 비상 정지 경고 표지판 설치
1km 전방에 비상 정지 경고 표지판 설치
500m 전방에 비상 정지 차선 경고 표지판 설치
전방 비상 정지 차선 경고 표지판 설치

### 가파른 경사면의 경고 표지판. 대형 트럭용(도로부 표준 양식)

2km 전방에 경사로 진입로 경고 표지판 설치
1km 전방에 경사로 진입로 경고 표지판 설치
500m 전방에 경사로 진입로 경고 표지판 설치
전방 가파른 경사로 경고 표지판 설치
가파른 경사로 끝에 경고 표지판 설치

### 높이 매달린 경고 표지판(마스트 암)(촌락도로부 표준형)

어린이 구역
시 경계
철도 건널목
교차로
유턴/커브

### 침수 경고 표지판(촌락도로국 표준양식)

침수 시 도로 폐쇄 (태국어 및 영어)
하층 도로 경고 표지판 (태국어 및 영어)

### 안전 확보 및 위험 지점 개선을 위한 경고 표지판. 교차로 진입 차량 경고 장치 설치 시 (지방도로청 표준양식)

교차로 표지판에서 신호등이 깜박이면 통행이 있는것

### 철도 경고 표지판(지방행정기관 표준도로공사양식, 촌락도로국)

100m 거리 철도 경고 표지판
300m 거리 철도 경고 표지판
500m 거리 철도 경고 표지판

### 혼합 표지

다음 --- km까지 다중 굽은 도로, 첫 번째 좌회전
다음 --- km까지 다중 굽은 도로, 첫 번째 우회전
좁은 교량 - 마주 오는 차량에 양보 (병목 지점에서 사용)
다음 --- km까지 가파른 오르막
다음 --- km까지 가파른 내리막
가파른 내리막 - 저단 기어 사용 (태국어)
가파른 내리막 - 저단 기어 사용 (태국어 및 영어)
과속 방지턱
과속 방지턱
미끄러운 도로
좌측 차량 진입 시 주의
우측 차량 진입 시 주의
양방향 통행
전방 신호등 및 전조등
전방 신호등 및 신호등 --- m
어린이 구역
어린이 구역 200m
우측 굽은길 표지판, 권고 속도(태국어) (60km/h)
우측 굽은길 표지판, 권고 속도(태국어 및 영어) (60km/h)
좌측 굽은길 표지판, 권고 속도(태국어) (60km/h)
좌측 굽은길 표지판, 권고 속도(태국어 및 영어) (60km/h)
100m 및 10km 거리에 철도 경고 표지판 설치
300m 및 30km 거리에 철도 경고 표지판 설치
500m 및 50km 거리에 철도 경고 표지판 설치

### 그외

위험물 운송 차량 금지
승합차 통행 금지
어린이 구역(방콕 지방 고속도로 구역 내)
어린이 구역 경고 표지판(촌락도로국 표준 양식)
횡단보도 경고 표지판(촌락도로국 표준 양식)
철도 건널목 (크로스벅)
코끼리 횡단로
유턴 금지
경고 표지판은 CCTV 카메라를 통해 24시간 신호등 위반을 감지한다.

## 임시 표지
태국의 건설 표지판은 마름모 모양이며, 색상은 주황색과 검정색이다.

측량
전방 공사 진행 중
전방 건설 노동 진행 중
전방 건설 차량 진행 중
전방 좌측 우회로에 임시 교량
전방 우측 우회로에 임시 교량
교통 우회 좌측으로
교통 우회 우측으로
교통 우회 좌측으로 (2차선)
교통 우회 우측으로 (2차선)
교통 우회(좌측 차선만)
교통 우회(우측 차선만)
교통 우회 좌로 후 직진
교통 우회 우로 후 직진
교통 우회 좌로 후 직진, 2차선
교통 우회 우로 후 직진, 2차선
교통 우회 좌로 후 직진, 3차선
교통 우회 우로 후 직진, 3차선
좌측 차선 끝 (1차선에서)
우측 차선 끝 (1차선에서)
좌측 차선 끝 (2차선에서)
우측 차선 끝 (2차선에서)
좌측 차선 끝 (1차선에서)
우측 차선 끝 (1차선에서)
굽은길 방향
굽은길 방향
전방 신호수
도로 공사 구역
새 도로 건설 중이며 임시 개통
새 도로 임시 개통
전방 도로 공사중
전방 교량 공사중
전방 도로 폐쇄
속도 감속
좌회전
우회전
작업 구역까지의 거리
전방 도로 공사
전방 갓길 공사
갓길 건설 자재
전방 통행 불가
전방 침수
전방 사고 발생
굽은길 방향
굽은길 방향
굽은길 방향
도로 폐쇄 --- km
도로 통행 불가 --- km
우회 경로
우회
우회
도로 공사, 다음 --- km
도로 공사 종료
도로 폐쇄
통행 차량 통행 금지
도로 통행 불가, 통행 차량 없음

### 대체된 표지판
이런 표지판은 더 이상 쓰이지 않지만 일부 지역에서 여전히 사용되고 있다.

전방 사고

## 국도

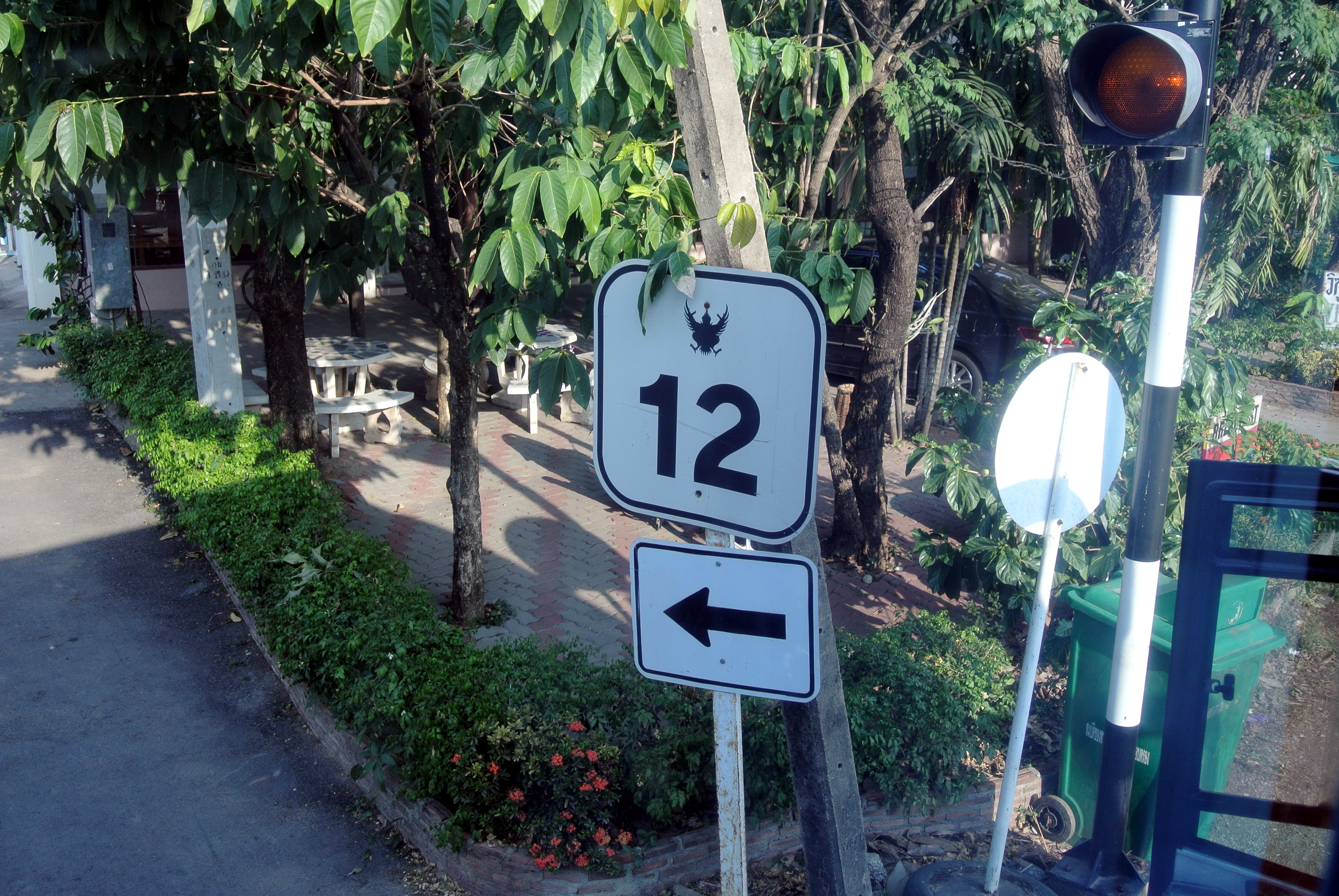
국토 북부 12번 국도 표지판

### 유료 고속도로 및 국도 표지
| Expressways |

태국 유료 고속도로 및 국도 표지판은 녹색이며 유료 고속도로 및 일반도로에만 적합하다. 유료 고속도로 및 일반국도에는 파란색 표지가 필요하지 않다. 이 유료 고속도로 및 국도 표지판은 간단한 코드를 사용한다.
- 파란색과 흰색 표지판은 폐쇄형 유료 도로 시스템의 고속도로 이름을 나타낸다.

### 국도
| 예시            | 정보                      | 번호체계       |
| --------------- | ------------------------- | -------------- |
|                 | 주간선 국도 번호 (북부)   | 1xxx           |
|                 | 주간선 국도 번호 (북동부) | 2xxx           |
| ทางออก EXIT 134 | 국도 출구 번호            | EXIT 101 - 199 |
|                 | 주간선 국도 번호 (중부)   | 3xxx           |
|                 | 주간선 국도 번호 (남부)   | 4xxx           |

국도 표지
| 예시 | 정보                                        |
| ---- | ------------------------------------------- |
|      | 도심을 우회하는 고속도로의 주요 노선 번호   |
|      | 태국 고속도로의 구 노선 번호                |
|      | 도심으로 진입하는 고속도로의 주요 노선 번호 |
|      | 아시안 하이웨이 노선 번호                   |

### 국도 표지
| 국도 기호                                                            | 고속도로(유료) 기호                                        | 고속도로 기호                   | 촌락도로 기호 | 지방도로 기호 |
| -------------------------------------------------------------------- | ---------------------------------------------------------- | ------------------------------- | ------------- | ------------- |
| 국도 규정 표지가 있는 직사각형 모양의 국도 기호는 검정색과 흰색이다. | 고속도로(유료 도로)의 경우 파란색에 흰색 글자로 된 표지다. | 고속도로의 경우 녹색, 흰색 글자 | 촌락도로 기호 | 지방도로 기호 |
|                                                                      |                                                            |                                 |               |               |
| 국도 기호                                                            | 고속도로(유료) 기호                                        | 고속도로 기호                   | 촌락도로 기호 | 지방도로 기호 |

#### 회전 화살표 표지
| 국도 | 고속도로(유료) | 고속도로 |
| ---- | -------------- | -------- |
|      |                |          |
|      |                |          |

#### 방향 화살표 표지
| 국도 | 고속도로(유료) | 고속도로 |
| ---- | -------------- | -------- |
|      |                |          |
|      |                |          |
|      |                |          |
|      |                |          |
|      |                |          |
|      |                |          |
|      |                |          |
|      |                |          |
|      |                |          |
|      |                |          |

## 정보 표지

Informational signs
목적지
거리 표지판
강 표지판
주 경계 표지판
BMA 도로의 운하 이름
고속도로 교차로 이름
지방 도로 교차로 이름, 고속도로 이름
고속도로 나들목 이름
BMA 도로의 교차로 이름
횡단보도
병원
병원
병원
분수
숙박 시설
삼림 공원
폭포
산
섬
해변
동굴
바다
수원
절벽
댐
골프장
휴양지
포도원
동물원
고대 유적지
사찰
사찰(변형)
교회/예배당
수라우/모스크
신사
경기장
국경
Garden, Rai
시장
기념물
연구 센터
예술 공예 센터
박물관
공원
병원
병원
일방통행로(좌측)
일방통행로(우쪽)
막다른 길
우로 유턴
좌로 유턴
고속도로 시작
고속도로 종료
버스 전용차로 시작
버스 전용차로
장애인
버스 전용차로 종료
다인승차량(HOV) 전용차로
계량대
계량대
계량대
계량대
계량대
계량대
휴게소
휴게소
레스토랑
레스토랑
간식 판매점
숙박 시설
Wi-Fi 및 인터넷
경관지구와의 거리
경관지구 출구 방향(좌측)
경관지구 출구 방향(우측)
도로명
자전거 도로
자전거 및 오토바이는 좌측 통행
고속도로(EXAT)
공항(고속도로 진입로)
공항(고속도로/주요 도로 진입로)
공항(유료 고속도로/고속도로 진입로)
공항(유료 고속도로/고속도로 진입로) 및 명칭
버스 터미널
페리 선착장
페리 항구
철도역
화장실 성별
주차장
주유소
NGV 휘발유
LPG 휘발유
EV 충전소
E85 휘발유
B20 휘발유
일반 정보(지방 도로)
일반 정보(지방 도로)
진료소
고속도로 방향 안내 표지판(좌측 차선)
고속도로 방향 안내 표지판(직진 차선)
특수 고속도로 1km 출구 경고(고정형)
사전 권장
유료 고속도로 방향 안내 표지판(우측 차선)
지방 도로 방향 안내 표지판(우회전 차선)

### 킬로미터 표지

킬로미터 표지
고속도로 킬로미터 표지판 [A형]
고속도로 킬로미터 표지판 [A형]
고속도로(유료 도로) 킬로미터 표지판 [A형]
고속도로 킬로미터 표지판 [B형]
지방도로 킬로미터 표지판
지방도로 킬로미터 표지판 [B형]
고속도로 킬로미터 표지판
고속도로 100미터 표지판
고속도로 100미터 표지판
고속도로 100미터 표지판 (기존 표지판)

### 출구번호 표지

출구번호 표지
자동차 전용도로/고속도로 출구 번호판
유료 고속도로 출구 번호판
고속도로 출구 번호판
출구 번호판(시랏 고속도로)

### 도로명 표지
태국의 도로명 표지는 지방 자치 단체에 따라 색상과 스타일이 다르다.

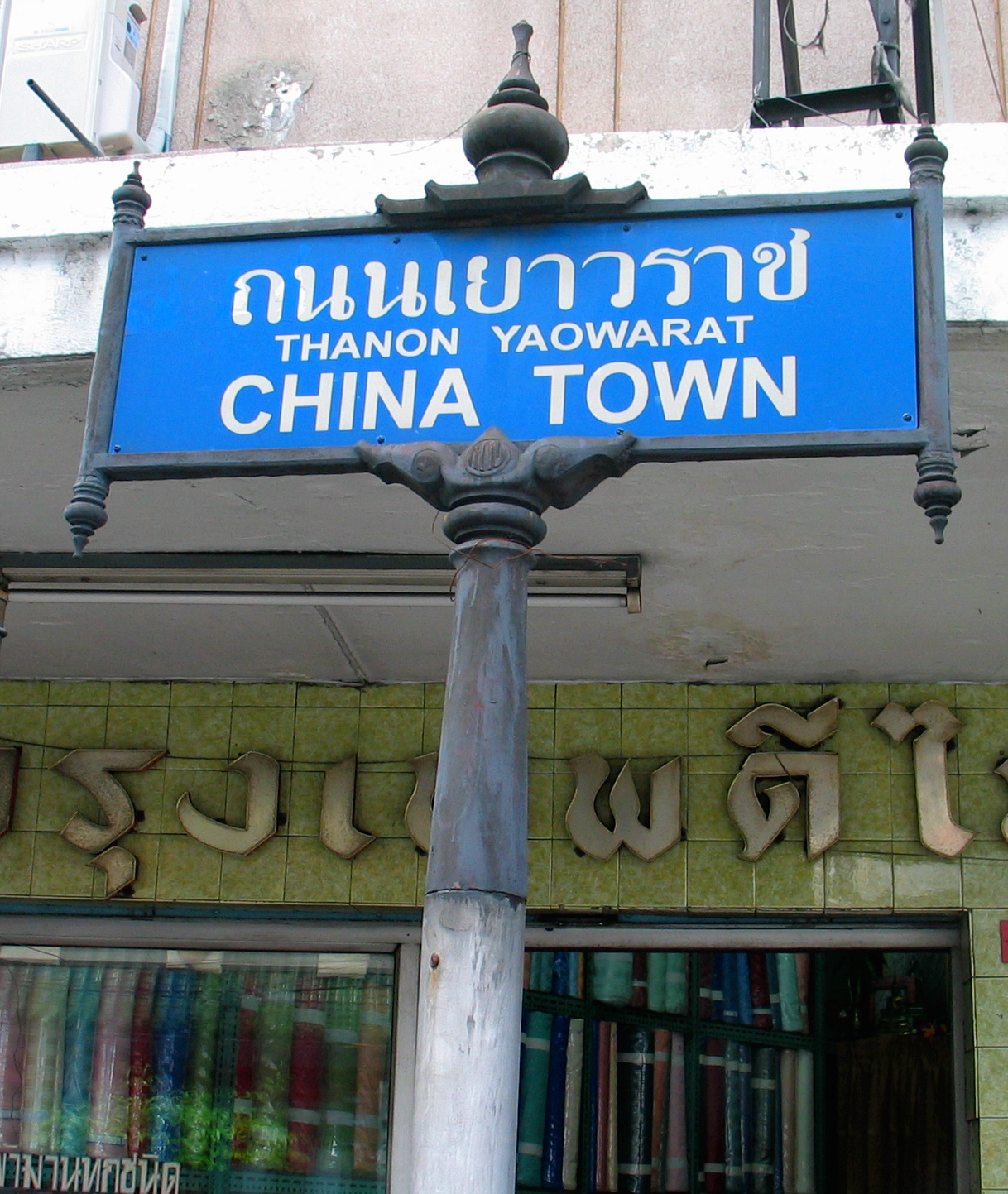
방콕의 도로명 표지판(로마자 표기 포함, BMA의 권한)

### 그외 기호
다른 기호로는 병원 표지판, 공항 표지판, 사원 표지판 등이 있다.

### 노면 표시
빨간색과 흰색 표시가 번갈아 가며 칠해진 것은 "주차 금지"를 의미한다. 노란색과 흰색 표시가 번갈아 가며 칠해진 것은 단기 주차 또는 버스 정류장을 의미한다. 도로에 칠해진 흰색 사각형은 주차 구역을 나타낸다. 여러 개의 대각선 흰색 선은 이륜차만 주차할 수 있음을 의미한다.

### 표지 단어
태국의 대부분 교통표지는 태국어(ภาษาไทย)를 사용한다. 이는 태국의 공용어이자 모국어이다. 그러나 CIQ 검문소, 공항, 관광 명소와 같은 중요한 방향 표지판에는 영어가 사용된다. 아래는 교통표지의 번역이다.:
- ระวัง = 주의
- ลดความเร็ว = 속도 낮추기
- ขับช้าๆ = 서행
- เขตอุบัติเหตุ = 사고 구역
- พื้นที่อุบัติเหตุ = 사고 발생 구역
- เขตชุมชน = 마을 구역
- เขตโรงเรียน = 학교 구역
- ก่อสร้างข้างหน้า = 전방 공사중
- สุดเขตก่อสร้าง = 공사구역 끝
- เขตพระราชฐาน = 왕궁 지역
- ที่ดินกองทัพอากาศ = 공군 토지
- พื้นที่หวงห้าม = 제한 구역
- พื้นที่น้ำท่วม = 침수 지역
- หยุด = 정지
- ให้ทาง = 양보
- จำกัดความเร็ว = 속도제한
- จำกัดความสูง = 높이제한
- กรุณาเปิดไฟหน้า = 헤드라이트를 켜시오
- ฉุกเฉิน = 긴급상황
- ยกเว้นกรณีฉุกเฉิน = 긴급상황 제외
- เหนือ = 북
- ใต้ = 남
- ตะวันตก = 서
- ตะวันออก = 동
- แยก = 분기점
- แยกไป = 분기점행
- ทางออก = 출구
- ทางออกไป = 출구행
- ทางเข้าไป = 입구행 (예: 트럭 스케일에서)
- ถนน = 도로
- ทางพิเศษ = 고속도로
- ด่าน = 요금소
- จุดพักรถ = 휴게소
- สุขา = 화장실
- โทรศัพท์ = 전화
- อุโมงค์ = 터널
- สะพาน = 교량
- จุดชั่งน้ำหนัก = 트럭 스케일
- สถานีรถไฟ = 철도역
- เติมน้ำมัน = 주유소
- วัด = Temple
- ท่าอากาศยาน = 공항
- ท่าอากาศยานนานาชาติ = 국제공항
- มัสยิด = 회교사원
- อาคาร = 건물
- ชุมสายโทรศัพท์ = 전화 교환국
- น้ำตก = 폭포
- หาด = 해변
- แหลม = 곶
- อ่าว = 만
- เกาะ = 섬
- แม่น้ำ = 강
- คลอง = 운하

## 같이 보기
- 태국의 일반 국도
- 태국의 교통